# Bahnstrecke Stendal–Arneburg
| Arneburg, Bahnhof und Bahngelände unten in der Mitte |                                                         |                        |                        |
| Streckennummer: | 6896                                                    |                        |                        |
| Kursbuchstrecke: | 183s (1934, 1935); 210s (1951); 210b (1956); 751 (1968) |                        |                        |
| Streckenlänge: | 12,7 km                                                 |                        |                        |
| Spurweite: | 1899–1914: 1000 mm 1914–1972: 1435 mm                   |                        |                        |
| |                                                         |                        |                        |
| \| \| \| von Stendal Vorbahnhof \| \| \| \| 0,00 \| Stendal Ost \| Stendal Ost \| \| \| \| nach Arendsee \| \| \| \| 1,20 \| Heinrichslust \| Heinrichslust \| \| \| 3,44 \| Jarchau (Altm) \| Jarchau (Altm) \| \| \| \| von Borstel \| \| \| \| 5,60 \| Hassel (Kr Stendal) \| Hassel (Kr Stendal) \| \| \| \| zum Anschluss Westelbe \| \| \| \| 7,61 \| Sanne (Kr Stendal) \| Sanne (Kr Stendal) \| \| \| \| nach Niedergörne \| \| \| \| 10,47 \| Arneburg (Elbe) West \| Arneburg (Elbe) West \| \| \| 12,70 \| Arneburg (Elbe) \| Arneburg (Elbe) \| |                                                         |                        |                        |
| Strecke (außer Betrieb) |                                                         | von Stendal Vorbahnhof | von Stendal Vorbahnhof |
| Bahnhof (Strecke außer Betrieb) | 0,00                                                    | Stendal Ost            | Stendal Ost            |
| Abzweig geradeaus und nach links (Strecke außer Betrieb) |                                                         | nach Arendsee          | nach Arendsee          |
| Haltepunkt / Haltestelle (Strecke außer Betrieb) | 1,20                                                    | Heinrichslust          | Heinrichslust          |
| Haltepunkt / Haltestelle (Strecke außer Betrieb) | 3,44                                                    | Jarchau (Altm)         | Jarchau (Altm)         |
| Abzweig ehemals geradeaus und von links |                                                         | von Borstel            | von Borstel            |
| ehemaliger Bahnhof | 5,60                                                    | Hassel (Kr Stendal)    | Hassel (Kr Stendal)    |
| Abzweig geradeaus und nach rechts |                                                         | zum Anschluss Westelbe | zum Anschluss Westelbe |
| ehemaliger Bahnhof | 7,61                                                    | Sanne (Kr Stendal)     | Sanne (Kr Stendal)     |
| Abzweig ehemals geradeaus und nach links |                                                         | nach Niedergörne       | nach Niedergörne       |
| Bahnhof (Strecke außer Betrieb) | 10,47                                                   | Arneburg (Elbe) West   | Arneburg (Elbe) West   |
| Kopfbahnhof Streckenende (Strecke außer Betrieb) | 12,70                                                   | Arneburg (Elbe)        | Arneburg (Elbe)        |

Die Bahnstrecke Stendal–Arneburg war eine zunächst meterspurige, dann normalspurige Nebenbahn in Sachsen-Anhalt. Sie verlief von Stendal nach Arneburg.

## Geschichte

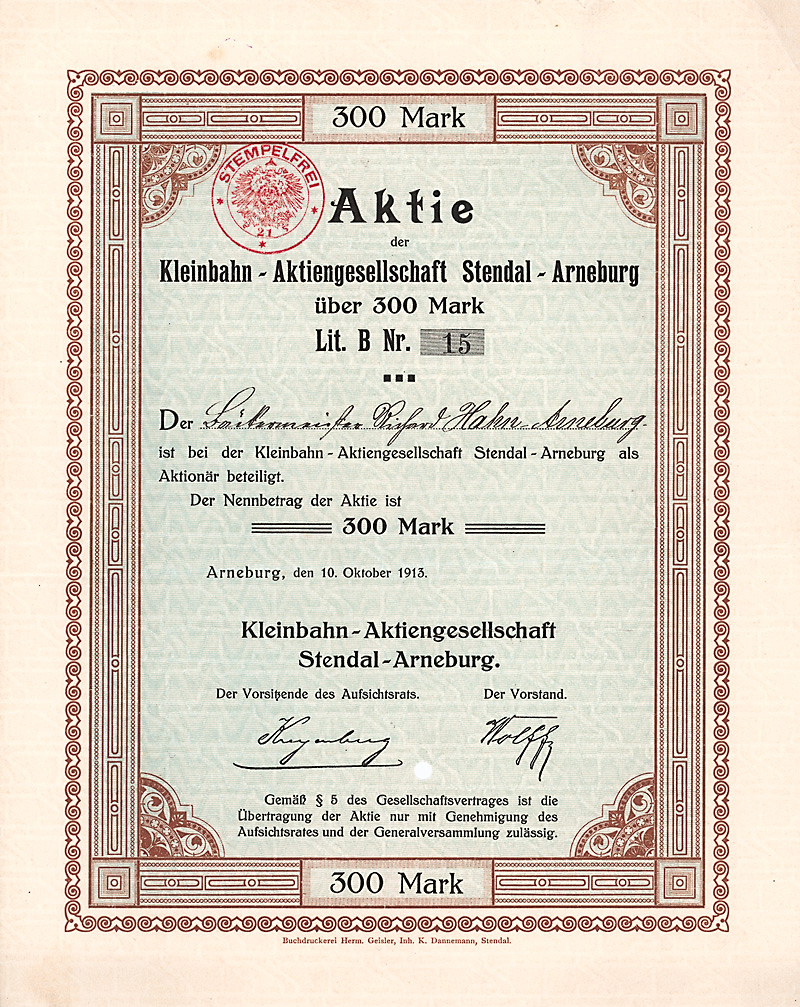
Namensaktie über 300 Mark der Kleinbahn-AG Stendal-Arneburg vom 10. Oktober 1913

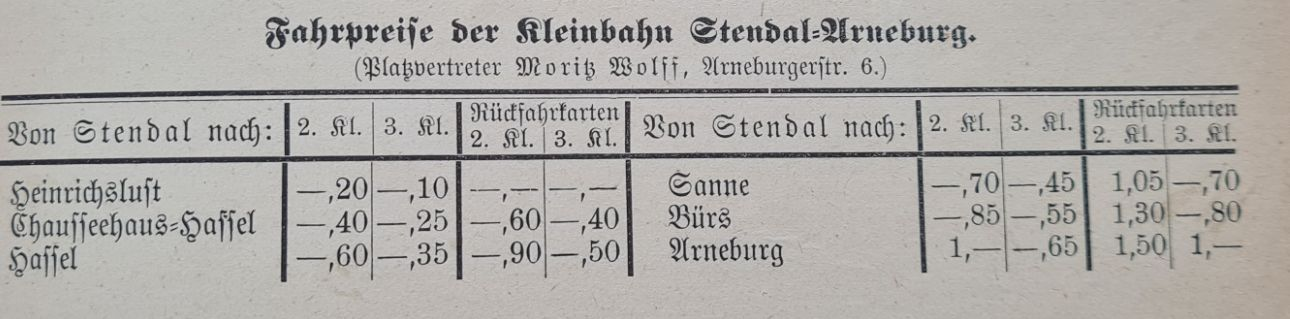
Fahrpreise im Jahr 1902

Ende des 19. Jahrhunderts war der Wunsch in Arneburg an der Elbe, eine Eisenbahnverbindung in das benachbarte Stendal zu bekommen. Dafür wurde die Kleinbahn AG Stendal–Arneburg mit Sitz in Arneburg gegründet. Das Königreich Preußen und die Provinz Sachsen übernahmen jeweils knapp ein Viertel der Aktien, während sich die andere Hälfte zu etwa gleichen Teilen auf Stadt und Kreis Stendal, die Stadt Arneburg sowie private Interessenten verteilte. Am 8. August 1899 konnte die Strecke in 1000 mm Spurweite eröffnet werden. Die Betriebsführung wurde selber wahrgenommen.
Der Endbahnhof lag im Osten Stendals an der Arneburger Straße, kurz hinter einer niveaugleichen Kreuzung mit der Strecke Stendal–Wittenberge, die bis 1900 im Osten der Stadt verlief. Parallel zur Staatsbahnstrecke gab es ein Überladegleis. Nach deren Verlegung gab es keinen Anschluss zu einer Staatsbahnstrecke. Die Strecke verlief bis Arneburg meist in der Nähe der Arneburger Straße.
Am 25. November 1908 wurde die Kleinbahn Stendal–Arendsee eröffnet, die über die ehemalige Staatsbahntrasse verlief und eine Verbindung zum Staatsbahnhof Stendal herstellte. Südlich des Bahnhofes Stendal Ost zwischen Arneburger Straße und Haferbreiter Weg wurde eine Überlademöglichkeit gebaut. Darauf nahm der Güterverkehr einen solchen Aufschwung, dass 1912 eine Rollbockgrube angelegt und der Rollbockverkehr aufgenommen wurde. Dennoch war die Verkehrszunahme so, dass man sich zur Umspurung auf Normalspur entschloss. Dabei wurde in Arneburg die Lage des Bahnhofes verändert und ein eigenständiger Lokschuppen errichtet. Am 2. Mai 1914 wurde die normalspurige Strecke eröffnet. Gleichzeitig übernahm die Kleinbahn Stendal–Arendsee die Betriebsführung.
Der Bahnhof Stendal Ost wurde zum Keilbahnhof, die Züge nach Arneburg hatten den Bahnsteig in einer Kurve südlich der Arneburger Straße und mündeten dann in die Strecke Stendal–Arendsee ein, die Bahnsteige nach Arendsee lagen nördlich der Straße am stattlichen Empfangsgebäude.
1924 wurde die Kleinbahn Stendal–Arneburg von der nun als Stendaler Kleinbahn firmierenden Kleinbahngesellschaft übernommen.
Nach Kriegsende übernahmen Ende 1946 die Sächsischen Provinzbahnen GmbH und ab 15. August 1948 die Vereinigung Volkseigener Betriebe (VVB) des Verkehrswesens Sachsen-Anhalt den Betrieb. Ab 1. April 1949 gehörte die Stendaler Eisenbahn zur Deutschen Reichsbahn.
Am 1. Oktober 1972 wurde die Strecke stillgelegt und bald danach abgebaut. Zwischen Hassel und Sanne wurde das Planum für die 1975/76 erbaute neue Bahnstrecke Borstel–Niedergörne verwendet.

## Fahrzeugeinsatz
Schmalspur
Eine zweiachsige und eine dreiachsige Dampflokomotiven von Hanomag bildeten den Anfangsbestand, zwei vierachsige Personenwagen und 18 zweiachsige Güterwagen gehörten zum Wagenpark. 1914 reichte die Gesellschaft die schmalspurigen Fahrzeuge an die Salzwedeler Kleinbahnen weiter.
Normalspur
Eine zweiachsige Dampflokomotive, ein Personenwagen, ein Personen-/Gepäckwagen und drei Güterwagen waren 1914 vorhanden. Der gemeinsame Wagenpark mit der Arendseer Kleinbahn umfasste von Henschel hergestellte Dampflokomotiven der Bauarten Bn2t, Cn2t und 1’Cn2t.

## Betrieb
Lange Zeit (1914, 1935 und 1951) fuhren täglich jeweils fünf Personenzugpaare. Nach der Umspurung verkehrten einige Personenzüge durchgehend bis zum Reichsbahnhof. 1935 führten drei Zugpaare auch die 2. Klasse, alle übrigen Züge nur die 3. Klasse. 1951 gab es nur Züge der 3. Klasse. In Stendal Ost gab es von 1909 bis 1926 Anschluss an die Pferdebahn der Stendaler Straßenbahn, danach an den Bus zum Staatsbahnhof. Nach der Umspurung bis zur Übernahme durch die Deutsche Reichsbahn begannen und endeten die Güterzüge in Stendal Ost, von wo sie in besonderen Zügen von und zur Reichsbahnübergabe in Stendal Vorbahnhof überführt wurden.
1968 befuhren die Strecke an Werktagen sieben Zugpaare, an Sonn- und Feiertagen fünf Zugpaare. Davon wurden an Werktagen fünf Zugpaare und an Sonn- und Feiertagen drei Zugpaare mit Triebwagen gefahren.

## Bilder

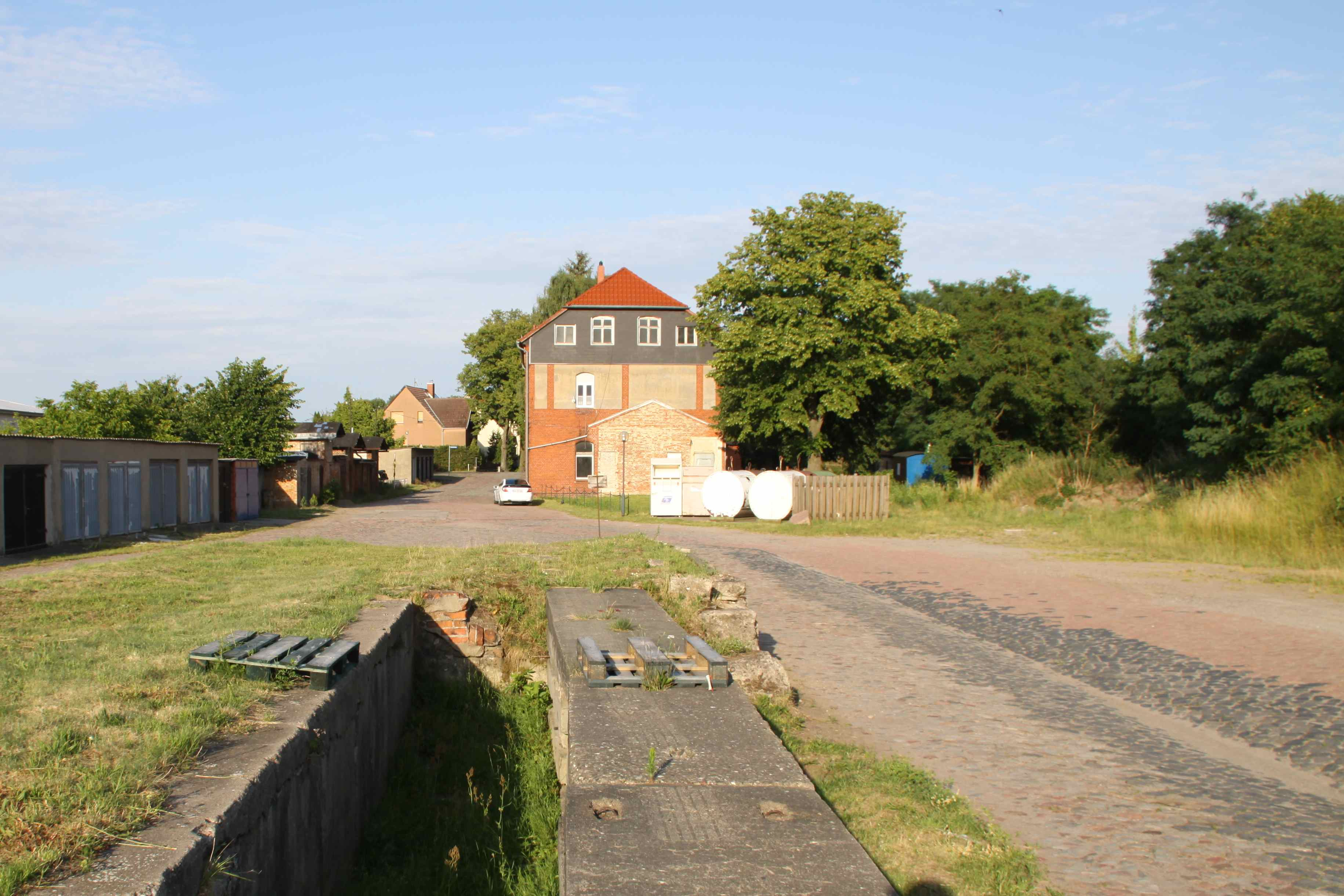
Bahnhof Arneburg, ehemaliger Güterbahnhof
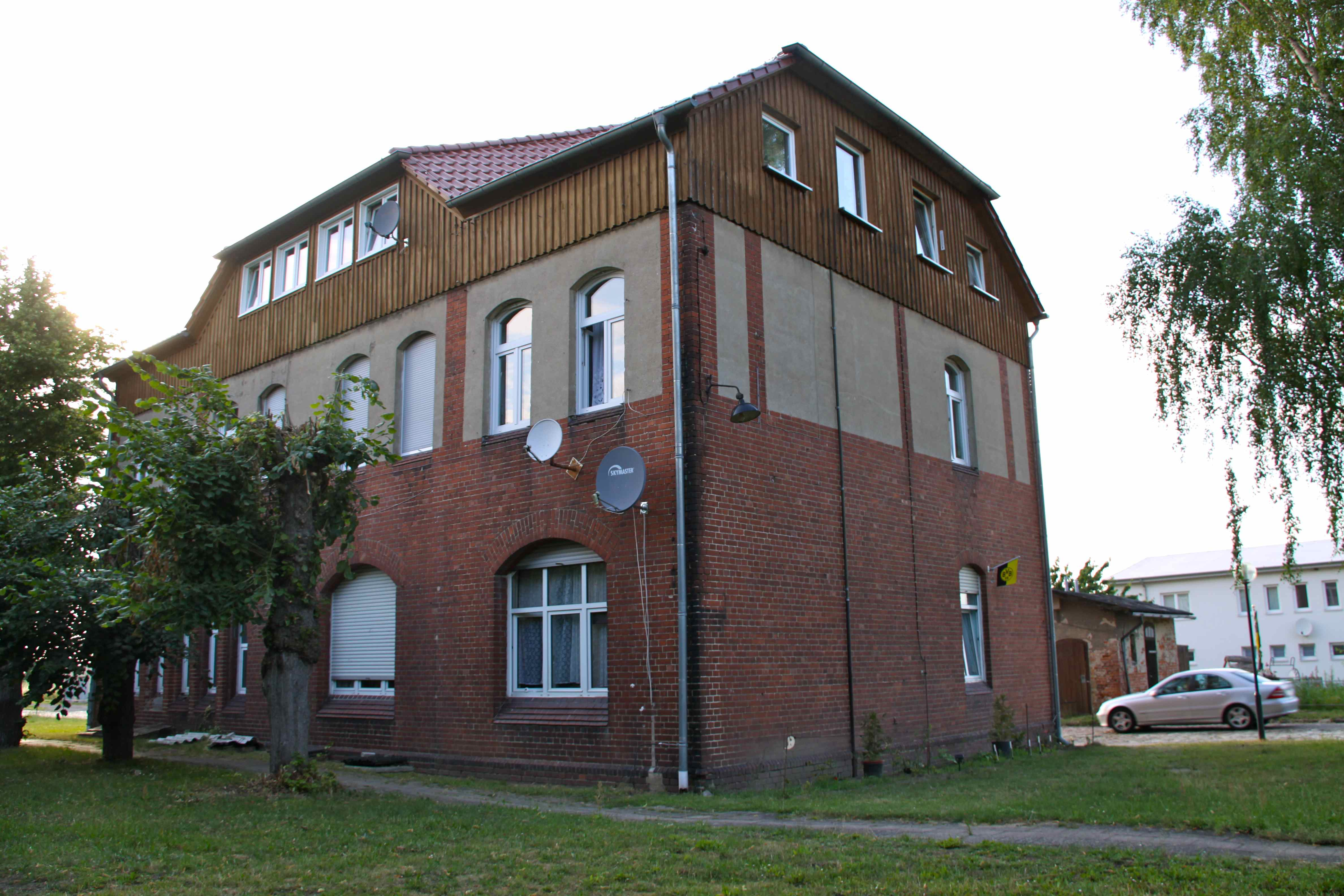
Bahnhof Arneburg, Gleisseite